# Recaredo Centelles Abad
Recaredo Centelles Abad (Vall de Uxó, Castellón, 23 de mayo de 1904-Nules, Castellón, 25 de octubre de 1936) fue un sacerdote y doctor en Teología español de la Hermandad de Sacerdotes Operarios Diocesanos dedicado a la formación de seminaristas. Fue rector del Seminario Menor de San José de Tortosa. Murió mártir en la persecución religiosa de 1936, fusilado en el cementerio de Nules (Castellón) la madrugada del 25 de octubre de 1936. Fue beatificado en Roma por el papa Juan Pablo II el 1 de octubre de 1995 junto con otros ocho sacerdotes mártires de la misma Hermandad.

## Biografía
Recaredo Centelles Abad nació en Vall de Uxó (Castellón, España) el 23 de mayo de 1904 en una familia humilde y profundamente católica. Fue criado hasta los cuatro años por una nodriza en la localidad vecina de Eslida, en la Sierra de Espadán. A los siete años, en 1911, recibió la primera comunión en la parroquia del Santo Ángel de  Vall de Uxó. Quedó huérfano de padre en 1916, y dos años después perdió a su hermana mayor víctima de una fiebre. Desde pequeño manifestó una intensa vocación sacerdotal, pero la familia no disponía de dinero suficiente para enviarlo al seminario. Sin embargo, la hermana de Recaredo, Carmen Centelles Abad, se casó entonces con un joven fabricante de alpargatas, Leopoldo Peñarroja Ribelles, que mejoró notablemente la economía familiar y costeó a Recaredo sus estudios en el seminario.
Ingresó en el seminario de Tortosa en el curso 1917-1918. Aquel mismo año ingresaron con él en el seminario Vicente Enrique y Tarancón, que más tarde fue presidente de la Conferencia Episcopal Española y una figura crucial de la Transición Española, y Vicente Lores Palau, que fue el mejor amigo del beato Recaredo y que llegó a ser director general de la Hermandad de Sacerdotes Operarios durante dieciocho años. El cardenal Tarancón dijo de los años de seminarista de Recaredo que «llamaba la atención por su piedad y observancia. También era de mucha austeridad. Gozaba entonces entre los superiores y buenos seminaristas de una fama excelentísima». Después de la muerte de la madre de Recaredo en 1920 le manifestó a su superior, Don José María Peris, su deseo de ingresar en la Hermandad de Sacerdotes Operarios, a la que aquel pertenecía. El 12 de agosto de 1928 entra a formar parte de la Hermandad de Sacerdotes Operarios Diocesanos del Sagrado Corazón de Jesús, fundada por el beato Manuel Domingo y Sol.
Tras superar una tisis intestinal que lo tuvo al borde de la muerte durante medio año, el 25 de mayo de 1929 fue ordenado sacerdote. Celebró su primera misa en la parroquia del Santo Ángel de Vall de Uxó, su ciudad natal, el 16 de junio de 1929.
Dentro de la Hermandad desempeñó varios cargos, antes y después de su ordenación sacerdotal. Durante los cursos 1928-1930 es enviado al seminario de Tarragona como prefecto de disciplina de los alumnos de latín. En 1932 obtuvo el doctorado en Teología. Entre 1932 y 1935 desempeñó los cargos de vicerrector del Seminario Menor de San José de Tortosa y consiliario diocesano de catequesis. En 1935 fue nombrado rector del Seminario Menor de San José de Tortosa, cargo que ejerció hasta que estalló la guerra civil española.
El 18 de julio de 1936, cuando comenzó la guerra civil española, estaba predicando unos ejercicios espirituales a los alumnos del seminario. Al tener noticia del alzamiento, el día 20 de julio envió a los seminaristas a sus casas. El mismo día, afectado por un ataque de nefritis, fue ingresado en el hospital. Una vez recuperado de la enfermedad se trasladó a casa de su hermana en Vall de Uxó, donde vivió hasta que un grupo de milicianos lo llevó a fusilar la madrugada del 25 de octubre de 1936. Durante este periodo no pudo ejercer como sacerdote excepto para administrar la comunión a las monjas de Vall de Uxó una vez y para bautizar a su sobrina, que nació en esos meses. El 2 de octubre de 1936 leyó a su cuñada la última carta que le escribió su marido, el hermano de Recaredo, que fue fusilado ese mismo día.

### Martirio
La noche del 24 al 25 de octubre de 1936, un grupo de milicianos, siguiendo las indicaciones de los dirigentes republicanos locales, llamaron a la puerta de la casa de la hermana de Recaredo Centelles para llevarse a fusilar a Recaredo y a su cuñado Leopoldo Peñarroja Ribelles, que fue ametrallado allí mismo. En la biografía del beato Recaredo Pequeña historia de una Misa, el poeta Leopoldo Peñarroja Centelles, que estaba presente por ser hijo de su hermana, relata los hechos.
Los milicianos condujeron en coche a Recaredo Centelles Abad y a Leopoldo Peñarroja Ribelles junto con otro sacerdote y dos laicos (un hombre y una mujer)  hasta el cementerio de Nules, donde fueron fusilados. La primera bala no mató al beato Recaredo, sino que lo dejó herido. El sacerdote pidió que le dieran la vuelta para poder bendecir a sus verdugos, quienes le dieron el tiro de gracia mientras aquel les bendecía.  Los cadáveres fueron arrojados en una zanja que discurría por el lateral izquierdo del cementerio de Nules, en la que permanecieron sin recibir sepultura hasta el final de la guerra en el año 1939.

## Espiritualidad
El beato Recaredo Centelles Abad vivió en la espiritualidad de la Hermandad de Sacerdotes Operarios Diocesanos del Sagrado Corazón de Jesús, fundada por el beato Manuel Domingo y Sol, que consiste en la formación de sacerdotes, el espíritu de reparación y la propagación del culto al Sagrado Corazón de Jesús.  
Se conserva una libreta privada de anotaciones espirituales del beato Recaredo en la que queda constancia de su espíritu de reparación, que le llevó a ofrecerse como víctima a Dios para reparar los pecados del mundo e incluso a aceptar interiormente el martirio. La idea de ofrecerse como víctima aparece en repetidas ocasiones:

«Nosotros, sacerdotes operarios, hemos de ser víctimas para llegar a ser lo que queremos, los glorificadores de Dios y los salvadores del mundo, que esto es ser sacerdote».

«Que mi vida sea la lámpara de aceite que se consume por tu gloria dando luz y calor en torno a tu tabernáculo, señalando siempre la Hostia transustanciada por el sacrificio».

«Me he sentido notablemente movido para ofrecerme a Jesús como víctima. Al fin y al cabo no hago con ello más que cumplir con el deber de amor que le debo. […] Me ha detenido muchas veces la idea del sacrificio que esto suponía y el saber que Jesús acepta muchas veces de veras a sus víctimas. […]Por eso deseo oprobio, humillación, pobreza: para parecerme a Él».

## Beatificación y culto
Recaredo Centelles Abad fue beatificado en Roma el 1 de octubre de 1995 por el papa Juan Pablo II junto con el director general de la Hermandad de Sacerdotes Operarios Diocesanos, el beato Pedro Ruiz de los Paños y Ángel, y otros siete hermanos sacerdotes operarios mártires de la persecución religiosa de 1936. Su memoria  litúrgica se celebra el 25 de octubre, día de su martirio.
Sus restos permanecieron en una fosa común junto al cementerio de Nules entre los años 1936 y 1939, cuando fue desenterrado su cuerpo incorrupto. Entre 1939 y 1947 estuvo enterrado en un nicho del cementerio de Vall de Uxó. Desde 1947 hasta el año 2012 su cuerpo estuvo enterrado en la Iglesia de la Reparación de Tortosa junto a los restos del fundador de la Hermandad, el beato Manuel Domingo y Sol. Desde el año 2012 se veneran sus restos mortales en la parroquia del Santo Ángel Custodio de Vall de Uxó.